# Kanariepalm
Kanariepalm (Phoenix canariensis) är en palm som kommer från Kanarieöarna. Den är lättskött och klarar att stå utomhus i Sverige även vid några minusgrader på natten.
Kanariepalmen kan bli upp till 20 meter hög. Den liknar dadelpalmen men kanariepalmens stam är tjockare och den har tätare trädkrona. Bladen kan bli upp till 6 meter långa. Frukterna är små, omkring 2 centimeter i diameter, orangefärgade och ganska hårda och oätliga. Palmen är endemisk på Kanarieöarna, men har planterats som prydnadsväxt även i andra områden med lämpligt klimat. 
- Wikimedia Commons har media som rör Kanariepalm.